# Teclado HCESAR

Teclado HCESAR

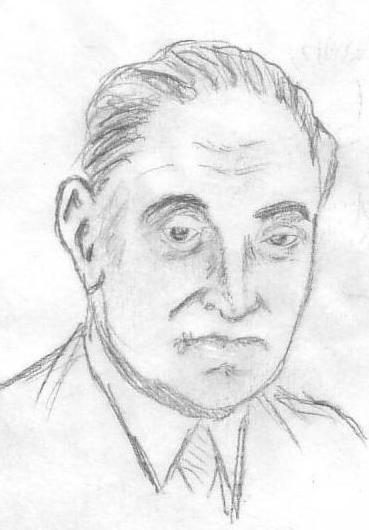
Gracias a Salazar el teclado HCESAR se mantuvo hasta después de terminado su gobierno.

El teclado HCESAR (o según la pronunciación, Agá-César) fue un teclado instaurado en Portugal por el primer ministro António de Oliveira Salazar mediante un decreto del año 1937.
Este teclado, llamado así por la secuencia las seis primeras letras de la primera fila, suplió al AZERTY francés por permitir una redacción dactilográfica más rápida en portugués, considerando la frecuencia de uso de las letras en dicho idioma, situándose en la zona central las de mayor uso. Así, desde 1937 las máquinas de escribir HCESAR eran obligatorias en las dependencias públicas, y hasta 1974 eran las habituales, por no decir las únicas, en los comercios portugueses. 
Era común en estos teclados que se omitiera el cero con el fin de sustituir esta tecla por la letra «O», así como el 1 se reemplazaba con la «l». Disponía además de teclas específicas del idioma luso, como las vocales nasalizadas «ã» y «õ». El asterisco se lograba colocando una «x» sobre el signo «+»
Como queda dicho, este teclado fue el único aceptado en organismos públicos en Portugal hasta mediados de los años setenta, cuando gradualmente se volvió a usar el teclado AZERTY, especialmente a raíz de la Revolución de abril de 1974. Durante los años ochenta se denominaba al HCESAR «teclado nacional» y al AZERTY «internacional»; después de un tiempo los teclados HCESAR fueron retirados del mercado. 
En la actualidad, los portugueses usan el teclado QWERTY adaptado a su idioma. Las máquinas HCESAR se han convertido en curiosas y buscadas piezas de coleccionista. Este teclado está disponible para Windows, macOS y Linux.